# زلزال مياغي (2021)
زلزال مياغي (2021)، زلزال ضرب الشاطئ الشرقي من منطقة توهوكو، اليابان  في 20 مارس 2021 عند الساعة  18:09 بتوقيت اليابان (09:09 توقيت عالمي) الزلزال الذي بلغت قوته 7.0 أو 7.2 حدث على بعد 54.0 كيلومترًا (33.6 ميلًا) إلى 60 كيلومترًا (37 ميلًا).